# Gloria (Händel)
Gloria di Georg Friedrich Händel è una cantata per solista, un adattamento del Gloria, la parte liturgica della Messa, per soprano e archi. Handel potrebbe averla composta in Germania prima di partire per l'Italia nel 1706. La composizione era andata perduta ed è stata attribuita ad Händel solo nel 2001.

## Storia
Gloria (HWV deest, cioè non catalogato), è un lavoro che mancava dal catalogo tematico Händel, ma è stato scoperto presso la libreria della Royal Academy of Music nel 2001.
Il Gloria è un pezzo impegnativo per soprano, due violini e basso continuo. Händel potrebbe averlo composto durante i suoi primi anni in Germania prima della sua partenza per l'Italia nel 1706 e in Italia nel 1707. Ha diviso il testo liturgico in otto movimenti. In seguito ha usato parti di esso per le sue composizioni Laudate pueri Dominum e Utrecht Jubilate.
Il manoscritto non era fra i documenti di Händel, ma all'interno di una raccolta di arie händeliane originariamente posseduta dal cantante suo contemporaneo William Savage, e poi probabilmente lasciata all'Accademia dall'allievo di questi, Robert J. Stevens, deceduto nel 1837. Il lavoro è stato identificato da Hans Joachim Marx, professore dell'Università di Amburgo.
Una nota nel Sunday Telegraph dell'11 marzo 2001 annunciò "Il lavoro perduto di Händel potrebbe rivaleggiare con il Messiah / Un brano corale sconosciuto di Händel che alcuni studiosi di musica pensano che in futuro sarà considerato fondamentale come il Messiah è stato scoperto nella biblioteca della Royal Academy della Musica", ma quello era un titolo sensazionale, mentre l'articolo ha descritto il lavoro in modo corretto. "Forse non molti soprani saranno in grado di eseguire questo pezzo", fu il commento di Marx, che aveva trovato il manoscritto. Curtis Price, il direttore dell'Accademia, ha testimoniato: "La musica è fresca, esuberante e un po' selvaggia in alcuni punti, ma inconfondibilmente Händel." Si è quindi ritenuto che il pezzo sia stato scritto in Italia nel 1707. Emma Kirkby, che ha eseguito la prima registrazione, uscita nel maggio 2001, ha detto che "il pezzo ha individualità e fascino, buoni momenti di maestria e, più importante, qualche momento di profondità, bellezza e commozione ".
La prima esecuzione pubblica fu il 18 maggio 2001, cantata dal soprano Patrizia Kwella con Fiori Musicali e Penelope Rapson come direttore artistico, al Hinchingbrooke Performing Arts Centre a Huntingdon. Una seconda esecuzione è avvenuta all'Händel Göttingen Festival il 3 giugno 2001 da Dominique Labelle con la Philharmonia Baroque Orchestra e Nicholas McGegan. Katia Plaschka lo ha eseguito nel 2003 a Idstein alla Unionskirche, insieme all'Utrecht Te Deum and Jubilate di Händel.

## Struttura
Händel divise il testo in otto movimenti.
1. Gloria in excelsis Deo
2. Et in terra pax
3. Laudamus te
4. Gratias agimus tibi
5. Domine Deus, Rex coelestis
6. Qui tollis peccata mundi
7. Quoniam tu solus sanctus
8. Cum Sancto Spiritu